# Lioglyphostoma ericea
Lioglyphostoma ericea é uma espécie de gastrópode do gênero Lioglyphostoma, pertencente a família Pseudomelatomidae.